# Бурлака Федот Панкратович
Федот Панкратович Бурлака (нар. 20 червня 1902, село Клочки Київської губернії, тепер Білоцерківського району Київської області — 7 вересня 1974, місто Бровари Київської області) — український радянський діяч, секретар Львівського обласного комітету КП(б)У з кадрів, 1-й секретар Смілянського районного комітету КП(б)У Київської (тепер Черкаської) області. Депутат Львівської обласної ради депутатів трудящих 1-го скликання.

## Біографія
Народився в бідній селянській родині. Трудову діяльність розпочав у 1917 році телеграфістом на станції Авдіївка Катеринославської залізниці.
З березня 1919 року служив у Червоній армії, брав участь у Громадянській війні в Росії.
Після демобілізації повернувся до рідного села Клочки, де очолив сільське колективне господарство «Рось».
У 1926 році закінчив спеціальні курси при ЦК КП(б)У.
Член ВКП(б) з 1926 року.
З 1926 року працював у державних фінансових установах міста Києва та в ряді районних центрів Київщини.
З 1937 по 1940 рік — 2-й секретар, 1-й секретар Смілянського районного комітету КП(б)У Київської (тепер Черкаської) області.
У 1940—1941 роках — завідувач організаційно-інструкторського відділу Львівського обласного комітету КП(б)У.
У квітні — червні 1941 року — в.о. секретаря Львівського обласного комітету КП(б)У із кадрів.
У 1941 — січні 1944 року — на політичній роботі в Червоній армії, учасник німецько-радянської війни. Служив військовим комісаром відділу кадрів штабів Південно-Західного і Білоруського фронтів та в політичному управлінні 1-го Білоруського фронту.
У квітні 1944 — серпні 1946 року — секретар Львівського обласного комітету КП(б)У із кадрів.
Вісім років працював керуючим Броварського відділення Державного банку СРСР у Київській області.
Потім — персональний пенсіонер у місті Броварах Київської області.

## Звання
- майор

## Нагороди
- орден «Знак Пошани» (23.01.1948)
- медаль «За оборону Сталінграда»
- медаль «За перемогу над Німеччиною у Великій Вітчизняній війні 1941—1945 рр.» (1945)
- 6 медалей